# Карлос Агілера
Карлос Альберто Агілера (ісп. Carlos Alberto Aguilera, нар. 21 вересня 1964, Монтевідео) — уругвайський футболіст, що грав на позиції нападника.
Виступав, зокрема, за клуби «Насьйональ», «Дженоа» та «Пеньяроль», а також національну збірну Уругваю. У складі збірної — володар Кубка Америки та учасник двох чемпіонатів світу.

## Клубна кар'єра
У дорослому футболі дебютував 1980 року виступами за команду «Рівер Плейт» з рідного міста Монтевідео, в якій провів три сезони.
Своєю грою за цю команду привернув увагу представників тренерського штабу іншого столичного клубу «Насьйональ», до складу якого приєднався 1983 року. У першому ж сезоні з командою він виборов титул чемпіона Уругваю та дійшов до півфіналу Кубка Лібертадорес 1983 і 1984 років. Загалом Агілера грав за клуб до 1987 року з невеликими перервами на виступи за кордоном за колумбійське «Індепендьєнте Медельїн» та аргентинський «Расінг» (Авельянеда).
У сезоні 1987/88 Карлос грав за мексиканський «Текос», після чого повернувся на батьківщину, ставши гравцем клубу «Пеньяроль». З командою Агілера став найкращим бомбардиром Кубка Лібертадорес 1989 року з 10 голами лише у 8 іграх турніру.
Влітку 1989 року Агілера уклав контракт з італійським «Дженоа». Генуезький клуб саме після тривалої перерви повернувся до Серії А і керівництво клубу вирішило підсилитись уругвайськими гравцями, так окрім Карлоса у команді тоді ж з'явились і його співвітчизники Хосе Пердомо і Рубен Пас. Але якщо його співвітчизники не змогли закріпитись у команді і швидко її покинули, то Агілера став твердим гравцем основного складу і створив яскраву зв'язку нападників з чехом Томашем Скугравим. У перший сезон Агілера зіграв 31 матч, забивши 8 голів, у другому — 31 матч та 15 голів, у третьому — 31 матч та 10 голів. Він був одним із найкращих бомбардирів «Дженоа» всіх часів за середньою результативністю — 0,34 гола за матч. А найвдалішою грою для Агілери в «Дженоа» став матч у Ліверпулі 18 березня 1992 проти однойменного клубу, в якому «Дженоа» перемогло, ставши першою італійською командою, що перемогла «Ліверпуль» на її полі, а Агілера забив два голи в тій грі. Загалом у тому Кубку УЄФА 1991/92 він дійшов з командою до півфіналу і забив 8 голів у 9 іграх, ставши другим найкращим бомбардиром турніру після Діна Сондерса, що забив на гол більше.
Протягом 1992—1994 років захищав кольори іншого італійського клубу «Торіно» і у першому сезоні здобув титул володаря Кубка Італії.
1994 року Карлос повернувся до «Пеньяроля», за який відіграв ще 6 сезонів і ще п'ять разів виграв титул чемпіона Уругваю — у 1994, 1995, 1996, 1997 і 1999 роках. Завершив професійну кар'єру футболіста виступами за команду «Пеньяроль» у 1999 році.
24 червня 2000 року він остаточно завершив свою кар'єру прощальним матчем на стадіоні «Сентенаріо», виступаючи разом із колишніми партнерами по «Пеньяролю» проти команди міжнародних футболістів, включаючи Марко Етчеверрі, Іво Басая, Карлоса Ермосільйо, бразильця Бранко та уругвайців Енцо Франческолі, Нельсона Гутьєрреса, Марсело Отеро та Гонсало де лос Сантоса, а також у матчі зіграла аргентинська суперзірка Дієго Марадона. У 2013 році Агілера був включений до Зали слави «Дженоа» разом із десятьма іншими гравцями в історії команди.

## Виступи за збірні
Протягом 1981—1983 років залучався до складу молодіжної збірної Уругваю, з якою брав участь у молодіжному чемпіонаті світу 1981 року, який проходив в Австралії. Там Карлос зумів забити в матчі групового етапу проти США (3:0), а збірна Уругваю програла в чвертьфіналі Румунії (1:2). За два роки нападник зіграв і у наступному молодіжному чемпіонаті світу 1983 року, який проходив у Мексиці, на якому він забив 3 голи за 4 матчі, але його команда знову вилетів у чвертьфіналі, цього раз від південнокорейців (1:2, дч.). Також брав участь з командою у молодіжному чемпіонаті Південної Америки 1983 року у Болівії, де з 7 голами став найкращим бомбардиром.
22 лютого 1982 року дебютував в офіційних матчах у складі національної збірної Уругваю в грі Кубка Неру проти Китаю (0:0). Згодом він зіграв ще у двох іграх на цьому турнірі і допоміг своїй команді виграти кубок.
Наступного року у складі збірної був учасником розіграшу Кубка Америки 1983 року у різних країнах, здобувши того року титул континентального чемпіона. На турнірі Агілера зіграв 8 матчів та забив 3 голи — на груповому етапі проти Венесуели (2:1), у півфіналі проти Перу (1:0) та у фіналі проти Бразилії (1:1) забив по голу. Завдяки цьому Карлос разом з двома іншими гравцями став найкращим бомбардиром турніру.
Агілера був у заявці збірної на чемпіонаті світу 1986 року у Мексиці, але на поле не виходив і надалі тривалий час за збірну не грав, повернувшись до неї лише за три роки, напередодні розіграшу Кубка Америки 1989 року у Бразилії, де разом з командою здобув «срібло», але зіграв лише у 4 іграх групового етапу. Наступного року поїхав з командою на другий для себе чемпіонат світу 1990 року в Італії, де Уругвай вийшов до 1/8 фіналу, а Агілера виступив у всіх 4 матчах — проти Іспанії (0:0), Бельгії (1:3), Південної Кореї (1:0) та Італії (0:2).
Активно виступав за збірну до вересня 1993 року, коли закінчився відбірковий цикл до чемпіонату світу 1994 року, куди Уругвай не кваліфікувався, після чого Агілера перестав грати за збірну. Тим не менш, через чотири роки, в останньому відбірковому матчі до чемпіонату світу 1998 року проти Еквадору 16 листопада 1997 року Карлос повернувся до збірної. Оскільки на цей момент Уругвай вже вибув з кваліфікаційної гонки, цей матч перетворився на своєрідний прощальний матч, в якому Агілера забивав свій останній гол у футболці збірної і допоміг команді здобути перемогу 5:3. Загалом протягом кар'єри у національній команді, яка тривала 16 років, провів у її формі 65 матчів, забивши 23 голи.

## Статистика виступів

### Статистика виступів за збірну
| Дата       | Місто                   | Господарі         | Результат | Гості     | Турнір                       | Голи | Примітки |
| ---------- | ----------------------- | ----------------- | --------- | --------- | ---------------------------- | ---- | -------- |
| 22-2-1982  | Колката                 | Уругвай           | 0 – 0     | КНР       | Кубок Неру                   | -    |          |
| 25-2-1982  | Колката                 | Уругвай           | 3 – 1     | Індія     | Кубок Неру                   | -    |          |
| 4-3-1982   | Колката                 | Уругвай           | 2 – 0     | КНР       |                              | -    |          |
| 18-7-1983  | Монтевідео              | Уругвай           | 1 – 1     | Перу      | товариський матч             | -    |          |
| 11-8-1983  | Ліма                    | Перу              | 1 – 1     | Уругвай   | товариський матч             | -    |          |
| 25-8-1983  | Монтевідео              | Уругвай           | 0 – 0     | Парагвай  | товариський матч             | -    |          |
| 1-9-1983   | Монтевідео              | Уругвай           | 2 – 1     | Чилі      | Копа Америка 1983 - 1-й етап | -    |          |
| 4-9-1983   | Монтевідео              | Уругвай           | 3 – 0     | Венесуела | Копа Америка 1983 - 1-й етап | -    |          |
| 11-9-1983  | Монтевідео              | Чилі              | 2 – 0     | Уругвай   | Копа Америка 1983 - 1-й етап | -    |          |
| 18-9-1983  | Каракас                 | Венесуела         | 1 – 2     | Уругвай   | Копа Америка 1983 - 1-й етап | 1    |          |
| 21-9-1983  | Глазго                  | Шотландія         | 2 – 0     | Уругвай   | товариський матч             | -    |          |
| 26-9-1983  | Тель-Авів               | Ізраїль           | 2 – 2     | Уругвай   | товариський матч             | 2    |          |
| 13-10-1983 | Ліма                    | Перу              | 0 – 1     | Уругвай   | Копа Америка 1983 - півфінал | 1    |          |
| 20-10-1983 | Монтевідео              | Уругвай           | 1 – 1     | Перу      | Копа Америка 1983 - півфінал | -    |          |
| 27-10-1983 | Монтевідео              | Уругвай           | 2 – 0     | Бразилія  | Копа Америка 1983 - фінал    | -    |          |
| 4-11-1983  | Салвадор                | Бразилія          | 1 – 1     | Уругвай   | Копа Америка 1983 - фінал    | 1    |          |
| 13-6-1984  | Монтевідео              | Уругвай           | 2 – 0     | Англія    | Кубок Вільяма Пула           | -    |          |
| 21-6-1984  | Куритиба                | Бразилія          | 1 – 0     | Уругвай   | товариський матч             | -    |          |
| 18-7-1984  | Монтевідео              | Уругвай           | 1 – 0     | Аргентина | товариський матч             | -    |          |
| 2-8-1984   | Буенос-Айрес            | Аргентина         | 0 – 0     | Уругвай   | товариський матч             | -    |          |
| 19-9-1984  | Монтевідео              | Уругвай           | 2 – 0     | Перу      | товариський матч             | 1    |          |
| 3-10-1984  | Ліма                    | Перу              | 1 – 3     | Перу      | товариський матч             | 1    |          |
| 31-10-1984 | Монтевідео              | Уругвай           | 1 – 1     | Мексика   | товариський матч             | -    |          |
| 29-1-1985  | Монтевідео              | Уругвай           | 3 – 0     | НДР       | товариський матч             | 1    |          |
| 3-2-1985   | Монтевідео              | Уругвай           | 1 – 0     | Парагвай  | Artigas Cup                  | -    |          |
| 10-2-1985  | Асунсьйон               | Парагвай          | 1 – 3     | Уругвай   | Artigas Cup                  | -    |          |
| 14-2-1985  | Монтевідео              | Уругвай           | 2 – 1     | Фінляндія | товариський матч             | 1    |          |
| 24-2-1985  | Монтевідео              | Уругвай           | 3 – 0     | Колумбія  | товариський матч             | 1    |          |
| 27-2-1985  | Монтевідео              | Уругвай           | 2 – 2     | Перу      | товариський матч             | -    |          |
| 10-3-1985  | Монтевідео              | Уругвай           | 2 – 1     | Еквадор   | Відбір до ЧС 1986            | 1    |          |
| 24-3-1985  | Сантьяго                | Чилі              | 2 – 0     | Уругвай   | Відбір до ЧС 1986            | -    |          |
| 23-4-1985  | Ліма                    | Перу              | 2 – 1     | Уругвай   | товариський матч             | -    |          |
| 28-4-1985  | Богота                  | Колумбія          | 2 – 1     | Уругвай   | товариський матч             | 1    |          |
| 2-5-1985   | Ресіфі                  | Бразилія          | 2 – 0     | Уругвай   | товариський матч             | -    |          |
| 25-5-1985  | Токіо                   | Японія            | 1 – 4     | Уругвай   | Кубок Кірін                  | 2    |          |
| 1-6-1985   | Токіо                   | Уругвай           | 6 – 0     | Малайзія  | Кубок Кірін                  | 1    |          |
| 2-2-1986   | Маямі                   | Уругвай           | 3 – 1     | Канада    | Кубок Мальборо               | 1    |          |
| 7-2-1986   | Маямі                   | США               | 1 – 1     | Малайзія  | Кубок Мальборо               | 1    |          |
| 16-2-1986  | Монтевідео              | Уругвай           | 2 – 2     | Польща    | товариський матч             | -    |          |
| 22-4-1989  | Верона                  | Італія            | 1 – 1     | Уругвай   | товариський матч             | 1    |          |
| 3-5-1989   | Монтевідео              | Уругвай           | 3 – 1     | Еквадор   | товариський матч             | 2    |          |
| 23-5-1989  | Кіто                    | Еквадор           | 1 – 1     | Уругвай   | товариський матч             | -    |          |
| 8-6-1989   | Санта-Крус-де-ла-Сьєрра | Болівія           | 0 – 0     | Уругвай   | товариський матч             | -    |          |
| 14-6-1989  | Монтевідео              | Уругвай           | 1 – 0     | Болівія   | товариський матч             | 1    |          |
| 19-6-1989  | Монтевідео              | Уругвай           | 2 – 2     | Чилі      | товариський матч             | -    |          |
| 2-7-1989   | Гоянія                  | Еквадор           | 1 – 0     | Уругвай   | Копа Америка 1989 - 1-й етап | -    |          |
| 4-7-1989   | Гоянія                  | Уругвай           | 3 – 0     | Болівія   | Копа Америка 1989 - 1-й етап | -    |          |
| 6-7-1989   | Гоянія                  | Уругвай           | 3 – 0     | Чилі      | Копа Америка 1989 - 1-й етап | -    |          |
| 8-7-1989   | Гоянія                  | Аргентина         | 1 – 0     | Уругвай   | Копа Америка 1989 - 1-й етап | -    |          |
| 25-4-1990  | Штутгарт                | ФРН               | 3 – 3     | Уругвай   | товариський матч             | 1    |          |
| 18-5-1990  | Белфаст                 | Північна Ірландія | 1 – 0     | Уругвай   | товариський матч             | -    |          |
| 13-6-1990  | Удіне                   | Уругвай           | 0 – 0     | Іспанія   | ЧС 1990 - 1-й етап           | -    |          |
| 17-6-1990  | Верона                  | Бельгія           | 3 – 1     | Уругвай   | ЧС 1990 - 1-й етап           | -    |          |
| 21-6-1990  | Удіне                   | Південна Корея    | 0 – 1     | Уругвай   | ЧС 1990 - 1-й етап           | -    |          |
| 25-6-1990  | Рим                     | Італія            | 2 – 0     | Уругвай   | ЧС 1990 - 1/8 фіналу         | -    |          |
| 13-7-1993  | Ліма                    | Перу              | 1 – 2     | Уругвай   | Кубок інків                  | -    |          |
| 17-7-1993  | Монтевідео              | Уругвай           | 3 – 0     | Перу      | Кубок інків                  | -    |          |
| 25-7-1993  | Сан-Кристобаль          | Венесуела         | 0 – 1     | Уругвай   | Відбір до ЧС 1994            | -    |          |
| 1-8-1993   | Монтевідео              | Уругвай           | 0 – 0     | Еквадор   | Відбір до ЧС 1994            | -    |          |
| 8-8-1993   | Ла-Пас                  | Болівія           | 3 – 1     | Уругвай   | Відбір до ЧС 1994            | -    |          |
| 15-8-1993  | Монтевідео              | Уругвай           | 1 – 1     | Бразилія  | Відбір до ЧС 1994            | -    |          |
| 29-8-1993  | Монтевідео              | Уругвай           | 4 – 0     | Венесуела | Відбір до ЧС 1994            | -    |          |
| 5-9-1993   | Гуаякіль                | Еквадор           | 0 – 1     | Уругвай   | Відбір до ЧС 1994            | -    |          |
| 12-9-1993  | Монтевідео              | Уругвай           | 2 – 1     | Болівія   | Відбір до ЧС 1994            | -    |          |
| 16-11-1997 | Мальдонадо              | Еквадор           | 3 – 5     | Уругвай   | Відбір до ЧС 1998            | 1    |          |
| Усього     |                         | Матчів            | 65        |           | Голів (8 місце)              | 23   |          |

## Титули і досягнення

### Командні
- Чемпіон Уругваю (6):

«Насьйональ»: 1983
«Пеньяроль»: 1994, 1995, 1996, 1997, 1999
- Володар Кубка Італії (1):

«Торіно»: 1992/93
- Володар Кубка Америки (1):

Уругвай: 1983
- Срібний призер Кубка Америки (1):

Уругвай: 1989

### Особисті
- Найкращий бомбардир Кубка Америки: 1983 (3 голи, разом із Хорхе Бурручагою та Роберто Динамітом)
- Найкращий бомбардир Кубка Лібертадорес: 1989 (10 голів, разом із Раулем Вісенте Амарільєю)

## Особисте життя
У 1994 році судом Генуї Агілера був засуджений до двох років ув'язнення за користування послугами повій та вживання наркотиків. Епізод датується березнем 1990 року. Але Агілера на процес не прийшов і надалі не відвідував територію Італії, поки у 2007 році його не помилували.
Завершивши кар'єру гравця Карлос Агілера залишився пов'язаним з футболом, працюючи в сфері спортивної журналістики, особливо як коментатор матчів і футбольний аналітик.